# Rib eye
L'ull de la costella (anglès: rib eye), també conegut com el filet escocès (a Austràlia i Nova Zelanda), és un filet de carn de la costella de boví. Quan es talla en filets, el Ribeye és una de les carns més populars, sucoses, i cares del mercat. La carn de la secció de la costella és més tova i més greixosa (la carn es diu que és "de mármòria") que la majoria dels talls de carn de boví. Aquest greix addicional fa del Ribeye un filet rostit especialment tendre i de sabor agradable.
El Ribeye es pot tallar sense os o amb os. Els talls són idèntics, de vegades s'utilitza una justificació per deixar l'os: que la humitat i el greix juntament amb l'os millorarà el gust, encara que la inclusió dels ossos també pot ser utilitzat per unflar el pes de la carn.